# Билах
Билах (фр. Bülach, итал. Bülach) је град у северној Швајцарској. Билах је значајан град кантона Цирих, као средиште његовог северног дела.

## Природне одлике
Билах се налази у северном делу Швајцарске. Од најближег већег града, Цириха град је удаљен 22 км северно.
Рељеф: Билах се налази у Глатској долини, за швајцарске прилике плодној и веома погодној за живот и рад. Окружење града равничарско и брежуљксто. Јужно од града издиже се северније горје Алпа. Надморска висина насеља је око 430 метара.
Клима: Клима у Билаху је умерено континентална.
Воде: Кроз Билах не протиче ниједан водоток.

## Историја
Подручје Билаха је било насељено још у време праисторије и Старог Рима, али није имало велики значај.
811. године Билах се први пут спомиње под овим именом.
Почетком 16. века, у доба реформације, грађани су примили протестантизам.
Током 19. века Билах се почиње полако развијати и јачати привредно. Ово благостање се задржало до дан-данас.

## Становништво
2010. године Билах је имао око 17.500 становника. Од тога приближно 22,6% су страни држављани.
Језик: Швајцарски Немци чине традиционално становништво града и немачки језик је званични у граду и кантону. Међутим, градско становништво је током протеклих неколико деценија постало веома шаролико, па се на улицама Билаха чују бројни други језици. Тако данас немачки говори 83,9% градског становништва, а прате га италијански (4,7%) и српски језик (2,5%).
Вероисповест: Месни Немци су у 16. веку прихватили протестантизам. Међутим, последњих деценија у граду се знатно повећао удео римокатолика. Данашњи верски састав града је: протестанти - 33,6%, римокатолици - 27,3%, а следе их атеисти, православци и муслимани.

## Галерија слика
- Зграда државне управе
- Стара градња у Билаху
- Фонтана „Анемија"